# Ledringhem

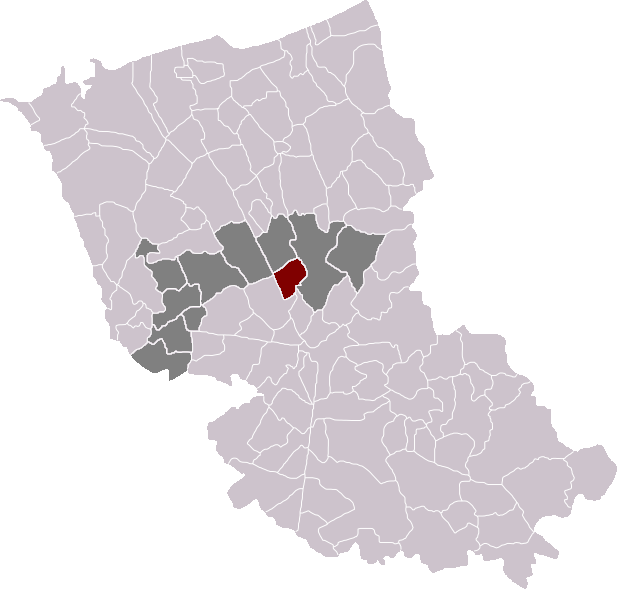
Localització de Ledringhem

Ledringhem (en neerlandès Ledringem) és un municipi francès, situat a la regió dels Alts de França, al departament del Nord, que forma part de la Westhoek. L'any 2006 tenia 649 habitants. Limita al nord amb Esquelbecq, a l'est amb Wormhout, al sud-est amb Arnèke, i al sud amb Zermezeele. Es troba a la regió natural del Houtland.

## Demografia
| Evolució de la població INSEE |      |      |      |      |      |      |      |      |
| 1793                          | 1800 | 1806 | 1821 | 1831 | 1836 | 1841 | 1846 | 1851 |
| 710                           | 700  | 710  | 704  | 739  | 719  | 704  | 702  | 689  |

| 1856 | 1861 | 1866 | 1872 | 1876 | 1881 | 1886 | 1891 | 1896 |
| ---- | ---- | ---- | ---- | ---- | ---- | ---- | ---- | ---- |
| 658  | 650  | 635  | 659  | 649  | 612  | 599  | 603  | 523  |

| 1901 | 1906 | 1911 | 1921 | 1926 | 1931 | 1936 | 1946 | 1954 |
| ---- | ---- | ---- | ---- | ---- | ---- | ---- | ---- | ---- |
| 478  | 487  | 485  | 480  | 466  | 446  | 433  | 431  | 408  |

| 1962 | 1968 | 1975 | 1982 | 1990 | 1999 | 2006 | 2011 | 2016 |
| ---- | ---- | ---- | ---- | ---- | ---- | ---- | ---- | ---- |
| 399  | 418  | 403  | 522  | 533  | 507  | -    | -    | -    |

| 2019 | - | - | - | - | - | - | - | - |
| ---- | - | - | - | - | - | - | - | - |
| -    | - | - | - | - | - | - | - | - |

## Administració
| Període | Identitat          | Partit |
| ------- | ------------------ | ------ |
| 2000-   | Christian Delassus |        |